# Gilles Darlet
Pour les articles homonymes, voir Darlet.
Pas d'image ? Cliquez ici

a Compétitions nationales et continentales officielles uniquement.

Dernière mise à jour le 16 août 2017.
Gilles Darlet, né le 9 janvier 1965 à Bourg-de-Péage, est un joueur de rugby à XV français évoluant au poste d'arrière. Après avoir été formé à l'US Romans, il effectue une grande partie de sa carrière à l'AS Montferrand avec qui il atteint la finale du championnat de France en 1994.

## Biographie
Gilles Darlet naît à Bourg-de-Péage dans la Drôme mais c’est de l’autre côté du Pont de l’Isère, à Romans, qu’il passe sa jeunesse. Il fait ses premiers pas dans le rugby à XV à l'âge de 5 ans à l'Union sportive romanaise et péageoise, où son père joue en équipe première. Avec Romans, il dispute la finale du championnat de France Réserve en 1984 et la finale de la Coupe des Provinces 1985. En 1989, il rejoint l'AS Montferrand. En 1993-1994, il participe à la bonne saison des Auvergnats et joue notamment la finale du Championnat de France face au Stade toulousain, c'est la cinquième finale perdue par les Montferrandais (22-16). Une semaine plus tard, il perd une nouvelle fois contre Perpignan en finale du Challenge Yves du Manoir (18-3).
S'il n'est jamais sélectionné en équipe de France, il dispute néanmoins des rencontres sous le maillot national avec les autres sélections et l'équipe de France de rugby à sept. Il met un terme à sa carrière en 1998.
Il devient par la suite responsable de la communication au sein de la Caisse d'épargne d'Auvergne et du Limousin. Depuis 2015, il est gérant associé de la marque d'intérim AL&CO, créée et présidée par Franck Hueber, également ancien joueur professionnel. Il anime et intervient ponctuellement sur des conférences liées aux sports et l'entreprenariat. Il commente les matchs de Top 14 et de Champions Cup pour France Bleu Pays d'Auvergne et est également consultant pour France 3 Auvergne.

## Palmarès
- Championnat de France de première division :
  - Vice-champion (1) : 1994
- Challenge Yves du Manoir :
  - Finaliste (1) : 1994